# Савоя-Вилар
Савоя-Вилар (на италиански: Savoia-Villars) или Савоя-Танд (Savoia-Tende) е морганатичен кадетски клон на Савойската династия.
Произходът ѝ датира от Филип II Савойски „Безземни“ (* 1443 † 1497), който има от метресата си Либера Портонери син Райнер (на итал. Ренато), известен като „Големи Извънбрачни Савойски“. Той е граф на Вилар от 1497 г. и граф на Танд от 1501 г., умира в битката при Павия през 1525 г. и е родоначалник на линията Савоя-Вилар.

## Представители
| Име                                                       | Портрет | Раждане      | управление от                   | управление до                   | Смърт         | Баща                  | Бел.                                                                           |
| --------------------------------------------------------- | ------- | ------------ | ------------------------------- | ------------------------------- | ------------- | --------------------- | ------------------------------------------------------------------------------ |
| Ренато Савойски-Вилар, нар. „Големи Извънбрачни Савойски“ |         | 1468         | 1497                            | 1525                            | 1525          | Филип II Савойски     | граф на Танд                                                                   |
| Клавдий Савойски-Вилар                                    |         | 27 март 1507 | 1525                            | 1566                            | 23 април 1566 | Райнер Савойски-Вилар | граф на Танд и на Вилар                                                        |
| Хонорат I Савойски-Вилар                                  |         | окт. 1538    | 1566                            | 1572                            | 11 окт. 1572  | Кладий Савойски-Вилар | граф на Танд и Сомарива дел Боско                                              |
| Хонорат II Савойски-Вилар                                 |         | 1511         | 1563-1565 граф 1565-1580 маркиз | 1563-1565 граф 1565-1580 маркиз | 20 септ.1580  | Райнер Савойски-Вилар | Граф на Вилар, Танд и Сомарива, после маркиз на Вилар, граф на Танд и Сомарива |
| Хенриета Савойска-Вилар                                   |         | ок. 1541/42  | 1576                            | 1581 (Танд) 1611                | 14 окт. 1611  | Хонорат II            | маркиза на Вилар графиня на Танд                                               |

През 1565 г. Вилар е издигнат в маркгафство, зависимо от Савойския дом. През 1581 г. Графство Танд е анексирано към Савойското херцогство. 
Линията изчезва през 1751 г.